# پائولو بارکا، معلم مدرسه و برهنه‌گرای آخر هفته
پائولو بارکا، معلم مدرسه و برهنه‌گرای آخر هفته (ایتالیایی: Paolo Barca, maestro elementare, praticamente nudista) یک کمدی سکسی سبک ایتالیایی به کارگردانی فلاویو موگرینی است که در سال ۱۹۷۵ منتشر شد. این فیلم در ایتالیا موفقیت بزرگی به‌دست‌آورد و در اولین ماه اکران خود ۱٫۲ میلیون دلار در ۱۶ شهر برتر ایتالیا فروخت.

## گزیدهٔ بازیگران
- رناتو پوتستو
- ماگلی نوئل
- ژانت اوگرن
- استفانو ساتا فلورس
- والریا فابریتسی
- میراندا مارتینو
- پائولا بوربونی
- آنابلا اینکنتررا